# Пікерінг (Міссурі)
Пікерінг (англ. Pickering) — селище (англ. village) в США, в окрузі Нодавей штату Міссурі. Населення — 149 осіб (2020).

## Географія
Пікерінг розташований за координатами 40°27′1″ пн. ш. 94°50′30″ зх. д. / 40.45028° пн. ш. 94.84167° зх. д. (40.450261, -94.841537).  За даними Бюро перепису населення США в 2010 році селище мало площу 0,49 км², уся площа — суходіл.

## Демографія
Згідно з переписом 2010 року, у місті мешкало 160 осіб у 70 домогосподарствах у складі 44 родин. Густота населення становила 326 осіб/км².  Було 92 помешкання (187/км²).
Расовий склад населення:
| - 100,0 % — білих |

До двох чи більше рас належало 0,0 %. Частка іспаномовних становила 0,0 % від усіх жителів.
За віковим діапазоном населення розподілялося таким чином: 25,0 % — особи молодші 18 років, 51,9 % — особи у віці 18—64 років, 23,1 % — особи у віці 65 років та старші. Медіана віку мешканця становила 33,0 року. На 100 осіб жіночої статі у місті припадало 86,0 чоловіків;  на 100 жінок у віці від 18 років та старших — 84,6 чоловіків також старших 18 років.
Середній дохід на одне домашнє господарство  становив 40 965 доларів США (медіана — 36 111), а середній дохід на одну сім'ю — 46 577 доларів (медіана — 38 393). Медіана доходів становила 30 179 доларів для чоловіків та 27 500 доларів для жінок. За межею бідності перебувало 9,9 % осіб, у тому числі 16,7 % дітей у віці до 18 років та 2,7 % осіб у віці 65 років та старших.
Цивільне працевлаштоване населення становило 90 осіб. Основні галузі зайнятості: освіта, охорона здоров'я та соціальна допомога — 36,7 %, виробництво — 34,4 %, публічна адміністрація — 5,6 %, оптова торгівля — 4,4 %.